# Tech House
Der Musikstil Tech House, kurz Tech, ist ein Untergenre der House-Musik, das etwa Mitte der 1990er Jahre entstand. Die Musikrichtung kombiniert musikalische Aspekte der Techno- und House-Musik.
Der Begriff ist wie viele andere Genrebezeichnungen in der elektronischen Tanzmusik umstritten, da sich die Musikrichtung sowohl zu Techno als auch zu House nicht ohne Weiteres abgrenzen lässt und sich zudem mit mehreren anderen Richtungen (zum Beispiel Progressive House, Hard House, aber auch Minimal Techno) überschneidet. Teilweise wird sogar Musik, die eindeutig dem Techno zuzuordnen ist, nur kurz „Tech“ genannt.

## Merkmale
Tech House charakterisiert sich meist durch einen 4/4-Takt, der reduzierte melodische Elemente beinhaltet. Die Geschwindigkeit ist etwas höher als im traditionellen House (meist 123 bis 128 bpm), aber langsamer als bei den meisten Techno-Stilen. Der beim House charakteristische Rhythmus aus punktierten Sechzehnteln wird im Tech House minimalistisch umgesetzt, jedoch so, dass man die damit verbundene Funkyness noch bemerken kann. Sounds akustischer Instrumente oder Vocals werden häufig synthetisch imitiert. Es finden sich kurze Tonsequenzen, oder auch minimale Moll-Akkord-Flächen und atonale Sounds. Der Grundbeat des Tech House besteht üblicherweise aus einer mit einem Shaker geschichtetem Kick, einer Clap auf jeder zweiten Kick sowie den Hihats zwischen den Kicks. Moderne Tech-House-Lieder sind geprägt von durchgängigen, subtil gehaltenen Basslines, die durch Sidechaining an- und abschwellen und dadurch den antreibenden Charakter des Liedes hervorheben. Charakteristisch sind vor allem knackige Drumsequenzen, tiefe und stark komprimierte Kickdrums sowie beim Aufbau der Spannungskurve eingesetzte Vocalsamples.